# Lijst van weg- en veldkapellen in Venlo
Dit is een onvolledige lijst van veldkapellen in de gemeente Venlo. Kapelletjes komen vooral in het zuiden van Nederland voor en werden dikwijls gebouwd ter verering van een heilige.
Op deze pagina staan alleen kleine kapelletjes vermeld. Grote kapellen, zoals de Sint-Joriskerk en de Genooier kapel in Venlo, zijn buiten beschouwing gelaten.
| Kapel                                            | Adres                                   | Plaats           | Bouwperiode  | Architect     | Foto                                                  |
| ------------------------------------------------ | --------------------------------------- | ---------------- | ------------ | ------------- | ----------------------------------------------------- |
| Sint-Annakapel                                   | Maasstraat 63                           | Arcen            | 1791         |               | Sint-Annakapel Arcen                                  |
| Mariakapel                                       | Trip                                    | Arcen            | 1910         |               | Mariakapel Arcen                                      |
| Geloërkapel                                      | Kapelweg                                | Belfeld          | 1868         |               |                                                       |
| Mariakapel                                       | Reuverweg                               | Belfeld          |              |               | Mariakapel Belfeld                                    |
| Sint-Jacobuskapel                                | Tegelseweg 34                           | Belfeld          |              |               |                                                       |
| Sint-Jozefkapel                                  | Boekenderhofweg                         | Blerick          | 1907         |               |                                                       |
| Sint-Annakapel                                   | Horsterweg 362                          | Blerick          | 1767 en 1980 |               | Sint-Annakapel Blerick                                |
| Onze-Lieve-Vrouw-van-Zeven-Smartenkapel          | Kockerseweg                             | Boekend          | 1897         |               | Onze-Lieve-Vrouw-van-Zeven-Smartenkapel Boekend       |
| Sint-Janskapel                                   | Sint-Jansweg, De Zaar (Floriadeterrein) | Grubbenvorst     | 1959         | Dhr. Leusen   |                                                       |
| Mariakapel                                       | Venrayseweg                             | Grubbenvorst     | 1898         |               | Mariakapel aan Venrayseweg bij Grubbenvorst           |
| Onze-Lieve-Vrouw-van-Fátimakapel                 | hoek Heierkerkweg-Heierhoeveweg         | Heierhoeve       | 2013         |               |                                                       |
| Onze-Lieve-Vrouw-van-Zeven-Smartenkapel          | Hoverhofweg                             | Hout-Blerick     |              |               | Onze-Lieve-Vrouw-van-Zeven-Smartenkapel, Hout-Blerick |
| Sint-Barbarakapel                                | Kapelweg (nabij een Lindeboom)          | Lomm             | 1640 en 1981 |               |                                                       |
| Kapel der Aartsengelen                           | Waterloostraat 39                       | Steyl            | 1898         | Alfred Russel |                                                       |
| Sint-Franciscuskapel                             | Kloosterstraat bij 15                   | Steyl            |              |               |                                                       |
| Sint-Theresiakapel                               | Klein Zwitserland                       | Tegelen          |              |               | Sint-Theresiakapel Tegelen                            |
| Vredeskapel                                      | Bakenbosweg                             | Tegelen          |              |               |                                                       |
| Sint-Annakapel (Hoogwaterkapel)                  | Ebberstraat 16                          | Velden           | 1700         |               | Sint-Annakapel Hasselt                                |
| Mariakapel                                       | Vilgert 3                               | Velden           | 1812         |               |                                                       |
| Mariakapel                                       | Vorstweg 50                             | Velden           | 1979         |               | Mariakapel Velden, Vorstweg                           |
| Onze-Lieve-Vrouw-van-Altijddurende-Bijstandkapel | Schandelo 33                            | Velden-Schandelo | 1428 en 1929 |               |                                                       |
| Sint-Jozefkapel                                  | Schandelo 50                            | Velden-Schandelo | 1936         |               |                                                       |
| Kapel Onze-Lieve-Vrouw in 't Ven                 | Weselseweg                              | Venlo            | 1948         |               |                                                       |
| Mariakapel                                       | Schaapsdijkweg                          | Venlo            | Ca. 1940     |               |                                                       |
| Diverse kruiswegstatiekapellen                   | Genooyerkapelweg-Sint Urbanusweg        | Venlo            |              |               |                                                       |